# Faraonov otok
Faraonov otok (arabsko: جزيرة فرعون Jazīrat Fir´awn) ali Otok Graia je otok v severnem delu Akabskega zaliva, približno 200 metrov vzhodno od obale egiptovskega Sinajskega polotoka. Otok je v smeri sever-jug dolg 350 metrov in širok do 170 metrov. Njegova površina je 3,9 hektarja.

## Zgodovina
V 12. stoletju so križarji, ki so branili pot med Kairom in Damaskom in nadzirali bližnje mesto Akaba v Jordaniji, na majhnem otoku zgradili citadelo, ki so jo v arabskih kronikah imenovali Ayla ali Aila in se je nanašala tudi na istoimensko mesto na otoku na nasprotni strani zaliva. Do zime leta 1116 je bil otok skoraj opuščen. 
Decembra 1170 je Saladin osvojil otok in obnovil citadelo ter tam pustil garnizon moških. Novembra 1181 je Raynald iz Châtillona napadel arabsko Ailo in tam pozimi med 1182 in 1183 skušal postaviti mornariško blokado. Blokada je obsegala samo dve ladji in ni bila uspešna. V 13. stoletju, ko je šel romar Thietmar leta 1217 mimo otoka, je bil celoten kraj naseljen z ribiči, z muslimani in ujetniki. Mameluški guverner mesta v Akabi je živel v citadeli do nekje v 14. stoletju, okoli leta 1320, ko se je sedež guvernerstva preselil v samo mesto. 

## Sodobni otok
Skupaj s citadelo trdnjave El-Gendi, prav tako na Sinajskem polotoku približno na polovici poti med Nekhelom in Suezom, je bila citadela na Faraonovem otoku 28. julija 2003 dodana na Unescov seznam  svetovne dediščine zaradi svoje domnevne univerzalne kulturne vrednosti.
Zaradi svoje lege v bližini Jordanije in Izraela so otok in njegovi koralni grebeni postali priljubljena razgledna atrakcija turistov s sedežem v Tabi, Eilatu in Akabi.